# Aureo Fernández Carrasco
Áureo Fernández Carrasco (Lucena - † Madrid, 9 de enero de 1916) fue un verdugo español de la Audiencia de Madrid de 1897 a 1916. Algunas publicaciones se refieren a él como Áureo Fernández López o Cesáreo Fernández Carrasco.

## Biografía
Pasó su infancia en Cuba donde en 1890 ejerció los oficios de herrador, cocinero, barbero, sastre, policía y soldado. Al regresar a España y movido por el hambre,  solicitó la plaza de verdugo de Madrid que consiguió gracias a grandes influencias frente a doscientos candidatos en el año 97.
Regentaba una taberna en la calle Almansa del barrio de Cuatro Caminos de Madrid donde no se conocía su oficio y respondía al nombre de señor Manuel.

### Ejecución del Francés
El 31 de octubre de 1906 se requirió su presencia en la cárcel del Pópulo en Sevilla. Llevaba una modificación del garrote que quiso ensayar en dicha ejecución con el fin de proporcionar una muerte dulce. De hecho, se negó a participar en la ejecución si no se le permitía emplear su nuevo método o si se le hacía actuar de ayudante del verdugo de Sevilla.
A las 8:00 de la mañana subió al cadalso Muñoz Lopera. José Caballero Quintana se encargó de Muñoz Lopera, que tardó bastante en morir; dicen que por la impericia del verdugo. A las 8:14, llegado el turno de Aldije, le dijo a Áureo Fernández que apretase sin miedo; pero el primer intento falló, hecho que motivó un cínico comentario del reo.

¿No te dije que apretaras fuerte?
El Francés a Fernández Carrasco cuando falló su primer intento

### Fallecimiento
En 1909 el ABC edición Madrid informa del fallecimiento del verdugo de esta Audiencia detallando que se sabía que estaba enfermo tras las ejecuciones de los gitanos de Córdoba y Conejero. Al actuar de asistente en la ejecución de el Herrero, éste hubo de ofrecerle su camastro para reposar debido a su enfermedad. Concluía afirmando que había muerto en la miseria y después de graves sufrimientos. De igual modo, el escritor Juan Eslava Galán sitúa su muerte en 1909.
Sin embargo, está documentada su presencia en la ejecución de Moruno y Agustina Rodríguez en 1913. Otros periódicos de la época sitúan su muerte en enero de 1916: El Imparcial la data en enero de 1916 citándolo como Áureo Fernández así como el redactor en Madrid del Diario Turolense, otro periódico sí le da el patronímico completo Áureo Fernández Carrasco y con la misma fecha. Sin dar su nombre, el periódico El Mentidero habla de la muerte del verdugo de Madrid en enero de 1916, así como otros periódicos.

### Personalidad
En 1903 hablaba de su primera ejecución a los 20 días de tomar posesión del cargo:

Hice bien la ejecución porque yo no tiemblo y domino el oficio como pocos, y como creo que lo mismo da perderse por uno que por ciento, me importa poco matar á uno que á mil. Somos cinco verdugos, y yo desearía ser el único; de este modo tendría más ganancias. A mí no me gusta el oficio, ni tengo mala entraña... Que me proporcionen un destino, aunque sea de mil pesetas al año, y al momento dejaré mi canonjía de once mil reales
Áureo Fernández

En esa misma entrevista hablaba de escribir un libro acerca de su vida, si bien confesaba no haber escrito aún una línea sobre su aspecto de verdugo. Ya al final de su carrera volvió a dejar claro que no le gustaba el oficio. Su última ejecución fue suspendida por indulto pocas horas antes de realizarse y al enterarse llegó a comentar estoy más contento que si me dieran cinco duros.
Como uno de sus antecesores Francisco Ruiz Castellano tuvo enfrentamientos con la justicia: en 1904 fue arrestado por herir con un arma blanca a un agente de la autoridad durante una discusión.

## Cultura popular
En la película de Paul Naschy El huerto del Francés un único verdugo interpretado por el actor Luis Ciges ejecuta a los dos condenados en secuencia.

## Reos ejecutados por Áureo Fernández Carrasco (incompleta)
- José Cárcel Fernández (30 de septiembre de 1900)
- Julián Anguita (10 de junio de 1901)[13]
- Juan Andrés Aldije Monmejá el Francés (Sevilla, 31 de octubre de 1906).
- el Sordo (Córdoba, 19 de diciembre de 1908)[14]
- el Conejero (Sevilla 22 de diciembre de 1908)[15]
- el Herrero (4 de febrero de 1909)[16]
- Francisco Ortega Moruno (Almería, 9 de septiembre de 1913)[17]
- Agustina Rodríguez (Almería, 9 de septiembre de 1913)[17]